# Very Long Baseline Array
O Very Long Baseline Array (VLBA) é um sistema de dez radiotelescópios que são operados remotamente a partir de seu centro de operações que está localizado em Socorro, Novo México, como parte do National Radio Astronomy Observatory (NRAO). Estas dez antenas de rádio trabalham juntas como uma matriz que forma o sistema mais longo do mundo que usa uma base de interferometria muito longa. A linha de base mais longa disponível neste interferômetro é de cerca de 8.611 quilômetros.
A construção do VLBA começou em fevereiro de 1986 e foi concluída em maio de 1993. A primeira observação astronômica usando todas as dez antenas foi realizada em 29 de maio de 1993. O custo total de construção do VLBA foi cerca de 85 milhões dólares.
Cada receptor do VLBA consiste em uma antena parabólica de 25 metros de diâmetro, juntamente com o seu edifício de controle adjacente. Este contém eletrônicos e máquinas para apoiar o receptor, incluindo a eletrônica de baixo ruído, computadores digitais, unidades de armazenamento de dados e máquinas para apontar a antena. Cada uma das antenas é quase tão alto quanto um prédio de dez andares quando a antena é apontada diretamente para cima, e cada antena pesa cerca de 218 toneladas.

## Localização das antenas
- Mauna Kea - Havaí (no Observatório de Mauna Kea)
- Brewster - Washington
- Owens Valley - Califórnia
- Kitt Peak - Arizona
- Pie Town - Novo México
- Los Alamos - Novo México
- Fort Davis - Texas
- North Liberty - Iowa
- Hancock - Nova Hampshire
- Saint Croix - Ilhas Virgens dos Estados Unidos